# Rachunek umbralny
Termin rachunek umbralny był pierwotnie związany z zaskakującymi podobieństwami pomiędzy pozornie niepowiązanymi równaniami algebraicznymi i pewnymi niejasnymi technikami użytymi w celu ich uzyskania (ale nie udowodnienia). Te techniki zostały wprowadzone przez Johna Blissarda i są czasami nazywane metodą symboliczną Blissarda. Często są one przypisywane innym matematykom (Édouard Lucas, James Joseph Sylvester), którzy wykorzystywali te techniki ekstensywnie.
W latach 30. i 40. XX wieku Eric Temple Bell spróbował stworzyć rygorystyczne podstawy rachunku umbralnego.
W latach 70. XX wieku Steven Roman, Gian-Carlo Rota oraz inni rozwinęli rachunek różniczkowy za pomocą funkcjałów liniowych na przestrzeniach wielomianów. Obecnie termin rachunek umbralny odnosi się do badań ciągów Sheffera (w tym ciągi wielomianowe typu dwumianowego i ciągi Appella), ale może obejmować również techniki systematycznej korespondencji skończonego rachunku różnicowego.

## Rachunek umbralny w XIX wieku
Ta metoda jest proceduralną notacją używaną do wyprowadzania tożsamości obejmujących indeksowane sekwencje liczb poprzez udawanie, że indeksy są wykładnikami potęg. Rozumiejąc to dosłownie, jest to absurdalne, lecz skuteczne. Tożsamości wyprowadzone metodą symboliczną Blissarda mogą być odpowiednio wyprowadzone za pomocą bardziej skomplikowanych metod, które mogą być zrozumiane bez żadnych logicznych trudności.
Przykładem są wielomiany Bernoulliego. Ilustrując, rozważając zwykły dwumian Newtona (który zawiera w sobie współczynnik dwumianowy)
{\displaystyle (y+x)^{n}=\sum _{k=0}^{n}{\binom {n}{k}}y^{n-k}x^{k}}
oraz podobnie wyglądającą relację na wielomianach Bernoulliego
{\displaystyle B_{n}(y+x)=\sum _{k=0}^{n}{\binom {n}{k}}B_{n-k}(y)x^{k},}
a także porównanie pochodnej funkcji
{\displaystyle {\frac {d}{dx}}x^{n}=nx^{n-1}}
do podobnie wyglądającej relacji na wielomianach Bernoulliego
{\displaystyle {\frac {d}{dx}}B_{n}(x)=nB_{n-1}(x),}
można zauważyć, że te podobieństwa pozwalają na skonstruowanie tzw. dowodu umbralnego, który pozornie nie może być poprawny, ale zdaje się działać mimo wszystko. Zatem przykładowo, poprzez udawanie, że indeks {\displaystyle n-k} jest wykładnikiem potęgi wiadomo, że
{\displaystyle B_{n}(x)=\sum _{k=0}^{n}{\binom {n}{k}}b^{n-k}x^{k}=(b+x)^{n}.}
Poprzez późniejsze zróżniczkowanie, otrzymany jest oczekiwany wynik:
{\displaystyle B'_{n}(x)=n(b+x)^{n-1}=nB_{n-1}(x).}
W powyższym przykładzie, zmienna {\displaystyle b} jest tzw. umbrą (łac. cień).

## Umbralny szereg Taylora
W rachunku różniczkowym szereg Taylora jest nieskończoną sumą wyrażeń zbudowanych na podstawie pochodnej funkcji w jednym punkcie. To znaczy, że oparta na liczbach rzeczywistych bądź zespolonych funkcja {\displaystyle f(x)} odznaczająca się regularnością w {\displaystyle a,} może zostać zapisana w sposób następujący:
{\displaystyle f(x)=\sum _{n=0}^{\infty }{\frac {f^{(n)}(a)}{n!}}(x-a)^{n}.}
Podobne relacje zostały zaobserwowane w rachunku różnicowym. Wersja umbralna szeregu Taylora jest dana za pomocą podobnego wyrażenia, zawierającego w sobie {\displaystyle k}-tą różnicę {\displaystyle \Delta ^{k}[f]} funkcji wielomianowej {\displaystyle f.}
{\displaystyle f(x)=\sum _{k=0}^{\infty }{\frac {\Delta ^{k}[k](a)}{k!}}(x-a)_{k},}
gdzie:
{\displaystyle (x-a)_{k}=\prod _{k=0}^{k+1}(x-a-k)}
jest potęgą kroczącą. Podobna relacja obowiązuje dla różnic wstecznych i silni rosnących.
Ten szereg znany jest również jako szereg Newtona (postać Newtona). Podobieństwo do standardowego szeregu Taylora jest utylizowana w rachunku różnicowym.

## Współczesny rachunek umbralny
Kombinatoryk Gian-Carlo Rota wykazał, że pomimo historycznej absurdalności, rachunek umbralny ma rzeczywiste podstawy matematyczne. Rozważając funkcjonał liniowy {\displaystyle L} na {\displaystyle z} zdefiniowany jako
{\displaystyle L(z^{n})=B_{n}(0)=B_{n},}
a następnie używając definicji wielomianów Bernoulliego i definicji liniowości {\displaystyle L,} można zapisać:
{\displaystyle {\begin{aligned}B_{n}(x)&=\sum _{k=0}^{n}{\binom {n}{k}}B_{n-k}x^{k}\\&=\sum _{k=0}^{n}{\binom {n}{k}}L(z^{n-k})x^{k}\\&=L\left(\sum _{k=0}^{n}{\binom {n}{k}}z^{n-k}x^{k}\right)\\&=L((z+x)^{n})\end{aligned}}.}
Pozwala to na zastąpienie {\displaystyle B_{n}(x)} za pomocą {\displaystyle L((z+x)^{n}),} co oznacza przeniesienie indeksu do wykładnika, a więc głównej operacji rachunku umbralnego. Przykład takiego podstawienia może wyglądać następująco:
{\displaystyle {\begin{aligned}\sum _{k=0}^{n}{\binom {n}{k}}B_{n-k}(y)x^{k}&=\sum _{k=0}^{n}{\binom {n}{k}}L((z+y)^{n-k})x^{k}\\&=L\left(\sum _{k=0}^{n}{\binom {n}{k}}(z+y)^{n-k}x^{k}\right)\\&=L((z+x+y)^{n})\\&=B_{n}(x+y)\end{aligned}}}
Rota stwierdził później, że konfuzja wynikała z nierozróżnienia trzech relacji równoważności, które często występują w rachunku umbralnym. Wszystkie one były notowane za pomocą znaku równości „{\displaystyle =}”.
W artykule opublikowanym w 1964 roku Rota użył metod umbralnych w celu wyprowadzenia równania rekurencyjnego związanego z liczbami Bella.
W artykule Stevena M. Romana i Gian-Carlo Roty rachunek umbralny został scharakteryzowany jako kategoria algebry umbralnej, dziedziny matematyki zdefiniowanej jako algebra funkcjałów linearnych w przestrzeni wektorowej wielomianów ze zmienną {\displaystyle x,} w której iloczyn {\displaystyle L_{1}L_{2}} funkcjałów liniowych zdefiniowany jest jako:
{\displaystyle \langle L_{1}L_{2}|x^{n}\rangle =\sum _{k=0}^{n}{\binom {n}{k}}\langle L_{1}|x^{k}\rangle \langle L_{2}|x^{n-k}\rangle .}
Gdy ciągi wielomianowe zastępują ciągi liczbowe w taki sposób, że wynikiem jest szereg o elementach w postaci {\displaystyle y^{n}} spełniający odwzorowanie liniowe {\displaystyle L,} wtedy metoda umbralna jest głównym komponentem generalnej teorii specjalnych wielomianów Roty. Ta teoria jest, według pewnych definicji, esencją współczesnego rachunku umbralnego.
Rota użył również rachunku umbralnego w znacznym stopniu w innym artykule, by przebadać różne własności kumulant w kombinatoryce.